# Merrill (condado de Lincoln, Wisconsin)
Merrill es un pueblo ubicado en el condado de Lincoln en el estado estadounidense de Wisconsin. En el Censo de 2010 tenía una población de 2.980 habitantes y una densidad poblacional de 21,53 personas por km².

## Geografía
Merrill se encuentra ubicado en las coordenadas 45°14′44″N 89°40′32″O / 45.24556, -89.67556. Según la Oficina del Censo de los Estados Unidos, Merrill tiene una superficie total de 138.38 km², de la cual 134.29 km² corresponden a tierra firme y (2.96%) 4.09 km² es agua.

## Demografía
Según el censo de 2010, había 2.980 personas residiendo en Merrill. La densidad de población era de 21,53 hab./km². De los 2.980 habitantes, Merrill estaba compuesto por el 98.56% blancos, el 0.2% eran afroamericanos, el 0.17% eran amerindios, el 0.27% eran asiáticos, el 0% eran isleños del Pacífico, el 0.23% eran de otras razas y el 0.57% pertenecían a dos o más razas. Del total de la población el 0.4% eran hispanos o latinos de cualquier raza.